# 임옥희
임옥희는 대한민국의 여성학자이다. 현재 여성문화이론연구소의 대표를 지내고 있다. 경희대학교 영문학과와 동 대학원을 졸업하였다

## 저서
- 채식주의자 뱀파이어
- 주디스 버틀러 읽기
- 페미니즘과 정신분석
- 여성 혐오가 어쨌다구 (공저)
- 메트로폴리스의 불온한 신여성들

## 역서
- 리처드 로티, 《미국 만들기 - 20세기 미국에서의 좌파 사상》, 동문선, 2003년
- 게일 루빈, 《일탈: 게일 루빈 선집》, 현실문화, 2015년 (공동 번역)